# Johann Friedrich Meckel der Jüngere

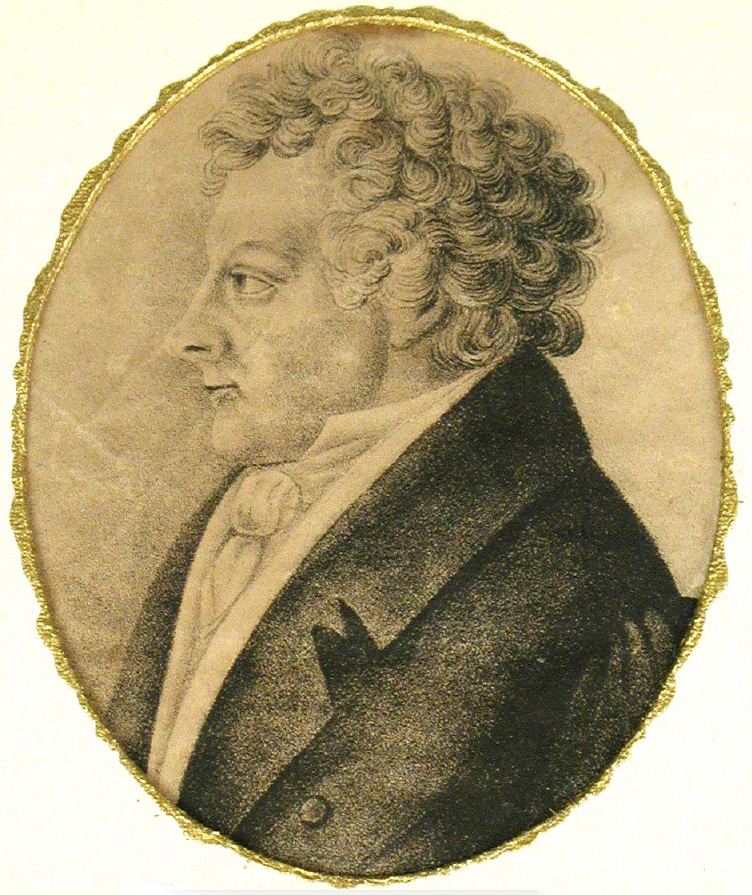
Johann Friedrich Meckel, Anfang 19. Jahrhundert

Johann Friedrich Meckel der Jüngere, genannt auch der Zweite oder der Enkel (* 17. Oktober 1781 in Halle; † 31. Oktober 1833 ebenda) war ein deutscher Anatom und Hochschullehrer. Er war insbesondere Embryologe, förderte die vergleichende Anatomie und gilt als einer der Begründer der Teratologie.

## Leben
Meckel besuchte die Domschule in Magdeburg (Reifeprüfung 1798) und studierte an der Universität Halle Medizin, besonders Arzneikunde bei Kurt Sprengel (1766–1833) sowie Anatomie bei Johann Christian Reil und seinem Vater Philipp Friedrich Theodor Meckel (1756–1803) sowie Sprachen (später übersetzte er aus dem Englischen, Italienischen, Französischen und Lateinischen). Sein Großvater war Johann Friedrich Meckel der Ältere (1724–1774). Seine Mutter war Johanna  Charlotta Lauer († 1782), eine Tochter des Hallenser Kaufmanns Johann Jacob Lauer (1723–1772) und eine Cousine des 1790 nobilitierten Adolf Julius Lauer (1755–1831). Seine Stiefmutter Therese Christiane Catharine Luise war die Tochter des Theologen Carl Tobias Jetzke.
1801/02 verbrachte er zwei Semester an der Universität Göttingen, wo er vor allem Anatomie und Anthropologie bei Johann Friedrich Blumenbach sowie Entbindungskunst studierte. 1802 wurde er an der Universität Halle mit einer Dissertation über angeborene Herzfehler (De cordis conditionibus abnormibus) zum Doktor der Medizin promoviert. Eine Studienreise führte ihn nach Würzburg und Wien, die Nachricht vom Tod des Vaters zwang ihn 1803 zur Rückkehr (entsprechend dem letzten Willen des Vaters skelettierte er dessen Leichnam und stellte ihn in der familieneigenen Sammlung auf). Nach der Regelung des Nachlasses reiste er nach Paris, um sich bei dem Anatomen Georges Cuvier weiterzubilden (dessen Leçons d’Anatomie er ab 1809 ins Deutsche übertrug).
1805 wurde Meckel auf Betreiben Reils zum außerordentlichen Professor der Universität Halle ernannt, er kehrte jedoch erst zur Wiedereröffnung unter französischer Herrschaft 1808 zurück nach Halle, wo in seinem Haus Napoleon Quartier bezogen hatte. Noch im selben Jahr folgte in Halle die Ernennung zum Ordinarius für Anatomie, pathologische Anatomie, Chirurgie und Geburtshilfe. Ab 1810 lehrte er überwiegend Anatomie.
Geehrt wurde Meckel, der unter anderem vom russischen Zarenhaus zu Rate gezogen wurde, mit dem Roten Adlerorden 3. Klasse, dem Eisernen Kreuz, dem Russischen Wladimir-Orden 4. Klasse sowie der Aufnahme in die Leopoldina im Jahr 1828. 1820 wurde er zum auswärtigen Mitglied der Bayerischen und 1830 der Göttinger Akademie der Wissenschaften gewählt. 1829 wurde er korrespondierendes Mitglied der Académie des sciences.
1967 wurden Meckels Gebeine exhumiert und in seine 1836 von der Witwe für 25.000 Taler an die Universität verkaufte anatomische Sammlung eingegliedert.

## Wissenschaftliche Leistungen
Meckel publizierte vor allem über Abnormitäten und gilt zusammen mit Étienne Geoffroy Saint-Hilaire als Begründer der Teratologie, der wissenschaftlichen Lehre von den Missbildungen (u. a. Beschreibung einer Fehlbildung des menschlichen Embryos – Meckel-Syndrom – und der häufigsten Abnormität des Magen-Darm-Traktes, des Meckel-Divertikels). Durch diese Forschungen und Studien zur Entwicklung von Embryonen (u. a. klärte er die Epigenese des Huhnes im Ei und die Herausbildung des menschlichen Unterkiefers aus einem Knorpel, dem Meckel-Knorpel) widerlegte Meckel die gängige Auffassung der Präformationslehre, nach der im Ei bereits der Körper „eingeschachtelt“ wäre und sich während der Reife lediglich „entfalte“.
In seinem System der vergleichenden Anatomie (1821) wird über dem Umstand der Entstehung neuer Arten reflektiert. Hierzu werden von ihm vier Mechanismen aufgeführt: a) das häufige Auftreten von Urzeugung; b) ein innerer Veränderungstrieb; c) der direkte Einfluss der Umgebung; und d) die Hybridisierung. Er nimmt einen natürlichen Prozesses bei der Artentstehung an, ferner vertritt er einige Jean-Baptiste de Lamarck nahestehende Positionen.
Darüber hinaus baute er die väterliche Sammlung (Meckelsche Sammlung) aus und veröffentlichte maßgebliche zusammenfassende Schriften für sein Fachgebiet (u. a. Handbuch der pathologischen Anatomie, vier Bände, 1812–1820; Beiträge zur vergleichenden Anatomie, zwei Bände, 1808 und 1812; System der vergleichenden Anatomie, sechs Bände, 1821–1831). Ab 1815 gab er Reils Archiv für Physiologie mit heraus.

## Schriften
- System der vergleichenden Anatomie. 6 Bände, 1821–1833
  - 2. Teil, Band 1: Digitalisat, Rengersche Buchhandlung 1824
  - 2. Teil, Band 2: Digitalisat, Rengersche Buchhandlung 1825
  - 3. Teil: Digitalisat, Rengersche Buchhandlung 1825
  - 4. Teil: Digitalisat, Rengersche Buchhandlung 1829
  - 5. Teil: Digitalisat, Rengersche Buchhandlung 1831
  - 6. Teil: Digitalisat Verlag des Waisenhauses, 1833
- Beyträge zur vergleichenden Anatomie Band 1, Teil 1 1808 (Digitalisat)
- Handbuch der pathologischen Anatomie. 3 Teile in 2 Bänden. Carl Heinrich Reclam, Halle/Leipzig 1812–1818 (Band 1: Digitalisat, Band 2: Digitalisat)
- Abhandlungen aus der menschlichen und vergleichenden Anatomie und Physiologie. Hemmerde und Schwetschke, 1806.
- Handbuch der menschlichen Anatomie. Halle/Leipzig 1815–1820.